# Rod Zimmer
Rod A. A. Zimmer (geboren am 19. Dezember 1942 in Kuroki; gestorben am 7. Juni 2016 in Ottawa) war ein kanadischer Manager und Politiker der Liberalen Partei Kanadas. Von 2005 bis 2013 war er Mitglied des Senats des Landes.

## Jugend
Zimmers Elternhaus stand in einem kleinen Weiler in der Provinz Saskatchewan, etwa 230 Kilometer östlich von Saskatoon. Sein Vater, Joseph Zimmer war aktives Mitglied der Liberalen Partei. Ihm hatte Paul Martin Senior 1968 für den Fall einer erfolgreichen Kandidatur für den Parteivorsitz und der damit verbundenen Ernennung zum kanadischen Premierminister einen Sitz im kanadischen Senat zugesagt. Da jedoch Pierre Trudeau überraschenderweise die Wahl gewann, blieb dies ein unerfülltes Versprechen. Es prägte den jungen Rod zutiefst und wurde zur Antriebsfeder, selbst einmal ein solches Amt zu erringen.

## Beruflicher Werdegang
Nach einem Studium der Handelswissenschaften an der Universität von Saskatchewan, welches er 1973 mit einem Bachelor abschloss, begann er seine Karriere in der Politik 1968 als Assistent des Sozialministers von Saskatchewan, Cyril MacDonald und ab 1971 als Mitarbeiter des kanadischen Ministers für Versorgung und Dienstleistungen und späteren Verteidigungsministers, James Richardson. Anschließend wechselte Zimmer in die Wirtschaft: Er war von 1979 bis 1983 der für die Unternehmenskommunikation zuständige Vizepräsident der CanWest Capital Corporation, der damaligen Holdinggesellschaft für Izzy Aspers im Aufbau befindliches CanWest-Imperium, sowie von 1985 bis 1993 für Marketing und Kommunikation zuständiges Vorstandsmitglied der staatlichen Lotteriegesellschaft Manitobas. Darüber hinaus war Zimmer von 1981 bis 1993 Mitglied des Verwaltungsrates der Winnipeg Blue Bombers und von 1989 bis 1991 Präsident des Royal Winnipeg Ballet.

## Mitglied des Senates
Der Politik und seiner Partei blieb Zimmer weiterhin verbunden, er galt als äußerst talentierter Spendensammler für die Liberalen. Seinen Einsatz für die Wahl von Paul Martin Junior zum Parteivorsitzenden 2003 dankte ihm dieser, nach seiner Ernennung zum kanadischen Premierminister, mit der Nominierung auf einen der beiden der Provinz Manitoba zustehenden Senatsposten. Zimmer trat dieses Amt im August 2005 an.
Bereits seit Anfang der 2000er Jahre hatte Zimmer mit gesundheitlichen Problemen zu kämpfen. Ein Speiseröhrenkrebs und mehrfache Lungenentzündungen machten ihm zu schaffen und verhinderten eine aktivere Rolle im Senat. Nach acht Jahren und einem Tag im Amt gab er daher seinen Sitz aus gesundheitlichen Gründen im August 2013 auf.
Im Rahmen eines Audits 2015 fielen bei insgesamt dreißig Senatoren ungerechtfertigte Ausgaben bei deren Abrechnungen auf. Von all diesen war es bei Zimmer mit 176.000 Kanadischen Dollar der höchste Betrag. Hintergrund war insbesondere, dass er Zuschüsse für einen zweiten Wohnsitz in Ottawa bekam, da er als Erstresidenz Winnipeg angegeben hatte, obwohl er sich während des zwei Jahre umfassenden Überprüfungszeitraumes hauptsächlich in der Hauptstadt aufhielt. Zimmer bestritt die Vorwürfe und verweigerte auch die Teilnahme an einer angebotenen Schlichtung, weshalb die kanadische Bundespolizei ein Ermittlungsverfahren einleitete. Eine allen betroffenen Senatoren angebotene Frist zur Rückzahlung oder zur Aufnahme von Verhandlungen bis April 2016 ließ er ungenutzt verstreichen.
Nach einem Sturz wurde Zimmer im Februar 2016 in ein Krankenhaus eingeliefert. Noch im Laufe der Rehabilitation verstarb er am Morgen des 7. Juni 2016 im Alter von 73 Jahren im Saint Vincent Hospital in Ottawa.

## Privates
Zimmer heiratete im August 2011 in zweiter Ehe die 46 Jahre jüngere Studentin und Nachwuchsschauspielerin Maygan Sensenberger. Aufgrund des hohen Altersunterschiedes zog die Verbindung eine gewisse Verwunderung auf sich, weit über die Grenzen Kanadas hinaus in die Schlagzeilen geriet sie im August 2012: Sensenberger hatte ihren Gatten während eines Fluges von Ottawa nach Saskatoon so massiv bedroht, dass sie nach der Landung in Haft genommen wurde. Bei zwei weiteren Ereignissen 2014 und 2015 geriet sie wegen gewalttätigen Verhaltens erneut in Konflikt mit der Justiz. Das Paar trennte sich später, blieb aber weiterhin verheiratet.

## Artikel
- Aaron Wherry: Who the heck is Rod Zimmer? Maclean’s, 27. August 2012
- Mia Rabson: Senate seat was a life-long goal Nachruf auf Zimmer, Winnipeg Free Press, 7. Juni 2016